# مناظر الجرف
مناظر الجرف قرية سوريّة تتبع إداريّاً لمحافظة حلب منطقة منبج ناحية أبو كهف، بلغ تعداد سكانها 546 نسمة حسب التعداد السكاني لعام2013.